# Jądro złożone
Jądro złożone – rodzaj silnie wzbudzonego jądra atomowego, które powstaje w wyniku zespolenia się ze sobą co najmniej dwóch zderzających się ze sobą jąder, bądź wchłonięcia określonej cząstki przez dane jądro. Produkty reakcji zazwyczaj znacznie różnią się od cząstek padających. Ponadto produkty reakcji przez jądro złożone mają kierunek słabo skorelowany z kierunkiem cząstki padającej. Inaczej niż w reakcji bezpośredniej, w której kierunek ruchu emitowanych cząstek pokrywa się mniej więcej z kierunkiem ruchu cząstki padającej. Jedynie kierunek prostopadły do płaszczyzny wyznaczanej przez kierunek ruchu cząstki padającej i środek bombardowanego jądra jest dyskryminowany, ponieważ jest to kierunek osi obrotu, jaki zaczyna wykonywać uderzone jądro, przy niecentralnym uderzeniu przez cząstkę padającą. Pozostałe kierunki są uprzywilejowane ze względu na pewien wpływ siły odśrodkowej. 
Przykładem jądra złożonego jest jądro uranu 236 powstające po chwyceniu neutronu
{\displaystyle {}_{92}^{235}\operatorname {U} +\operatorname {n} \to {}_{92}^{236}\operatorname {U} \to ...}